# Cociella heemstrai
Cociella heemstrai is een straalvinnige vissensoort uit de familie van platkopvissen (Platycephalidae). De wetenschappelijke naam van de soort is voor het eerst geldig gepubliceerd in 1996 door Knapp.